# Kattkvinna

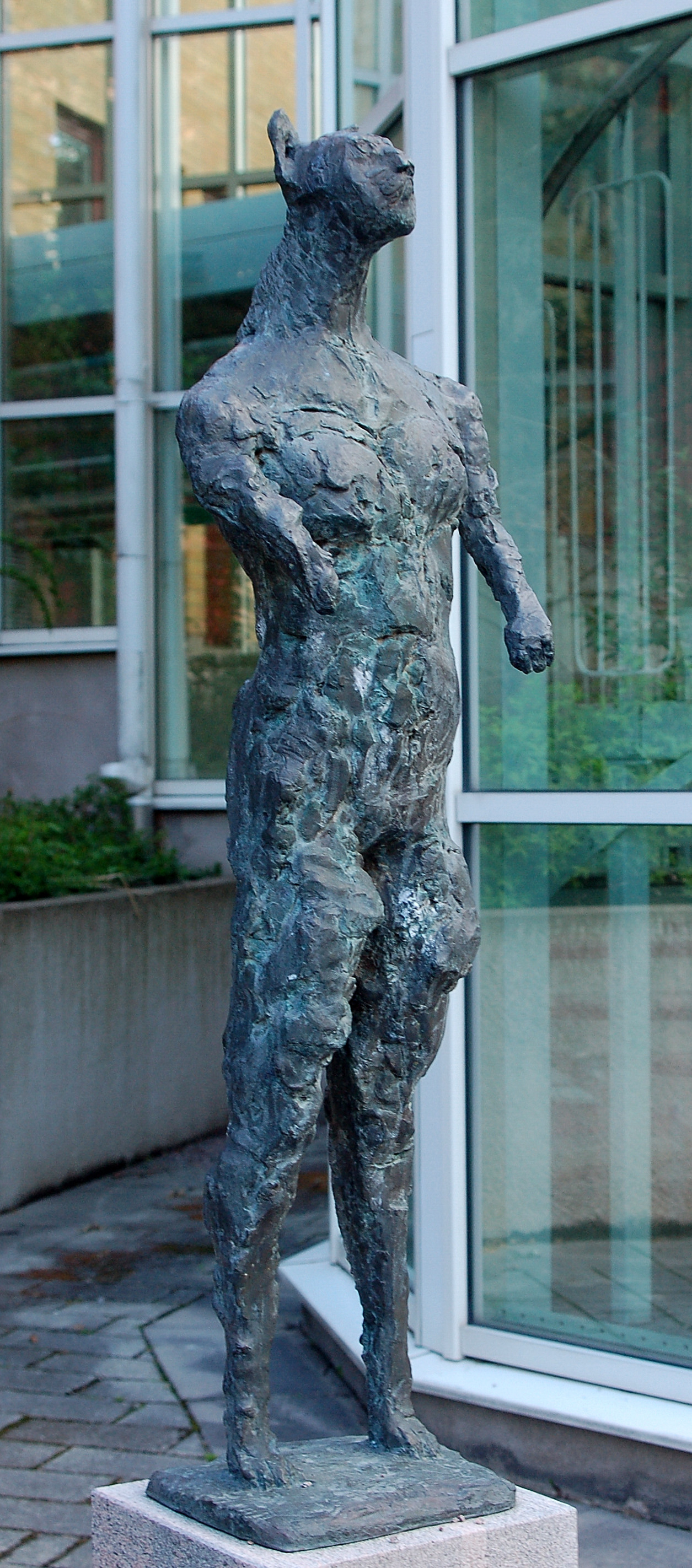
Kattkvinna vid Karlstads universitet av Inga-Louise Lindgren

Kattkvinna är en bronsskulptur av Inga-Louise Lindgren placerad vid Karlstads universitet.
Statens Konstråd köpte in skulpturen och placerade ut den vid högskolan 1994 i samband med en tillbyggnation. Skulpturen tillverkades redan 1989 och visades upp på olika konstutställningar, vid en utställning yttrade en politiker att han tyckte synd om kattkvinnan han tyckte att hon var ful  och sa att om det hade varit dans så skulle han ha bjudit upp henne. Lindgren svarade att kattkvinnan definitivt inte skulle ha velat dansa med honom. Det här är en kraftfull kvinna som vet vad hon vill, hon försvarar sig.